# An Ngãi
An Ngãi is een xã in het district Long Điền, een van de districten in de Vietnamese provincie Bà Rịa-Vũng Tàu. An Ngãi ligt aan de Quốc lộ 55, de nationale weg die Bà Rịa met de stad Bảo Lộc in de provincie Lâm Đồng met elkaar verbindt.

## Zie ook

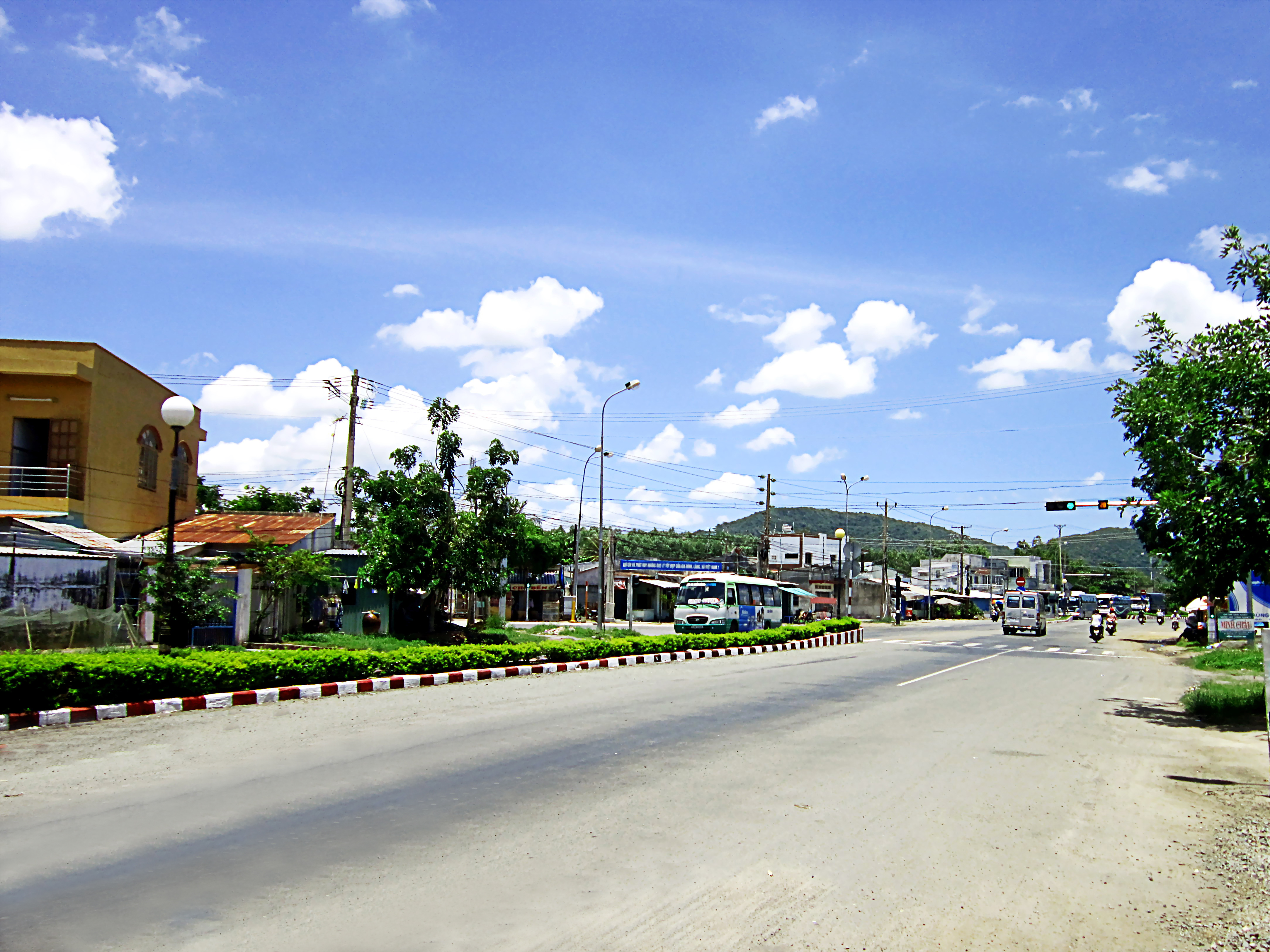
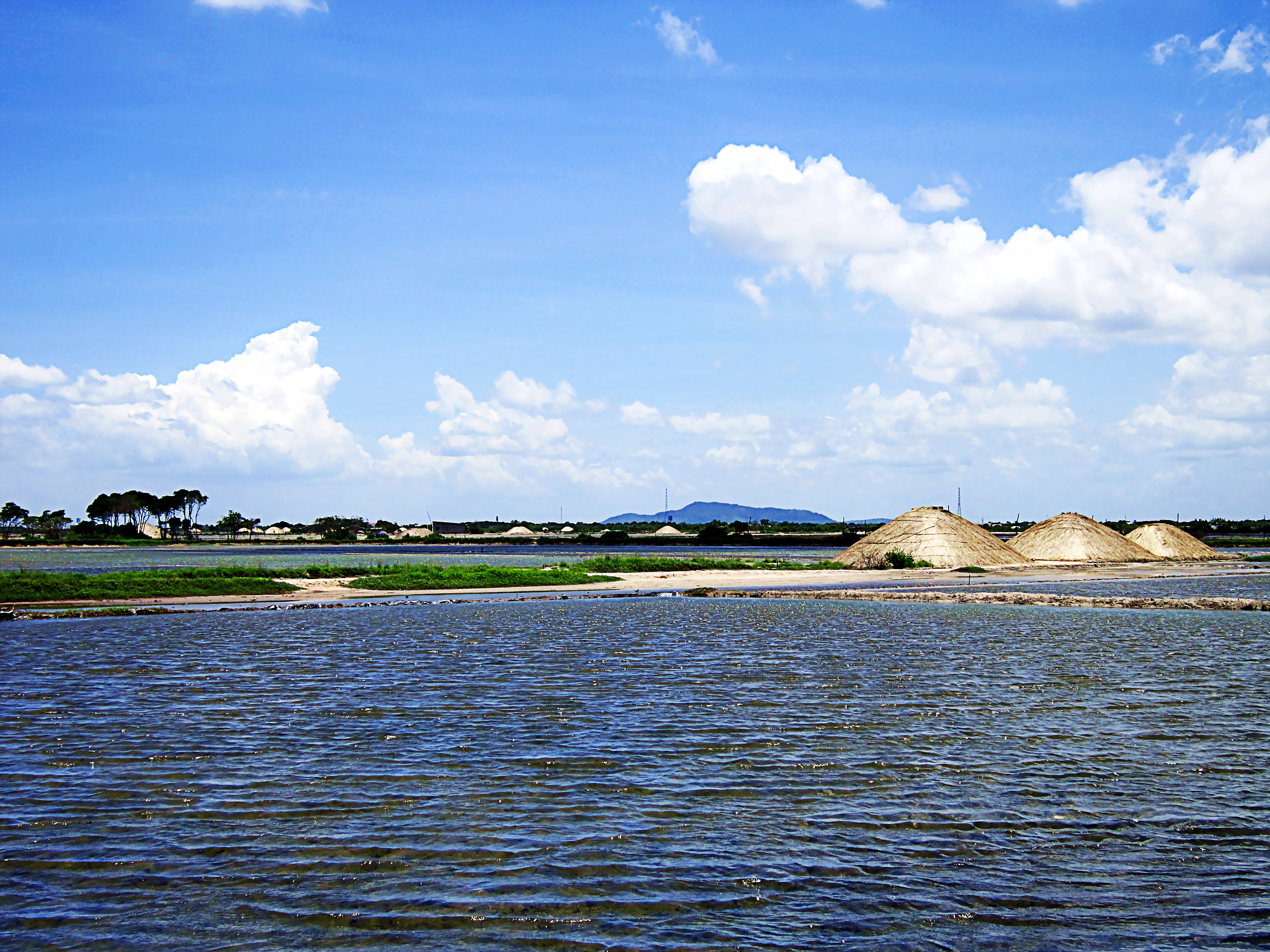